# Második Köztársaság (Franciaország)
A Második Köztársaság Franciaország államformája volt 1848. november 4., amikor köztársasági alkotmányt szavaztak meg az az évi forradalom után, és 1852. december 2. között, amikor Louis Napoléon Bonapartét III. Napóleon néven császárrá nyilvánították ennek államcsínye után. A Második Köztársaság a „júliusi monarchiá”-nak nevezett I. Lajos Fülöp uralkodása alatti Francia Királyság utolsó időszakát követte, és III. Napóleon „Második Császárság” nevű államformáját előzte meg. Abban különbözik Franciaország történelmének többi időszakában létezett államformáktól, hogy a legrövidebb ideig tartott, és hogy az utolsó forradalom nyomán intézményesített államforma volt. Ugyanakkor az a politikai rendszer volt, amelyben először alkalmazták az általános választójogot, bár csak férfiakra korlátozottan, és amelyben végérvényesen felszámolták a rabszolgaságot a francia gyarmatbirodalomban.
1848 decemberében Louis Napoléon Bonaparte egy „rend pártjá”-nak nevezett csoportosulás támogatásával lett négy évre megválasztott köztársasági elnök. Több konzervatív politikai irányzatú év következett, melyekben nagyobb szerepet szántak a katolikus egyháznak az oktatásban és jelentősen korlátozták a szavazati jogot, hogy megakadályozzák a baloldali köztársaságpártiak hatalomra jutását. Társadalmi nézetei eltávolították Bonapartét az őt hatalomra juttató rend pártjától, és ő új, bonapartista csoportosulást gyűjtött maga köré, miközben a rend pártja azt remélte, hogy az 1852-es választásokon királyságpárti elnököt fog hatalomra juttatni.
Az alkotmány tiltotta, hogy a köztársasági elnök mandátuma lejártakor azonnal jelöltethesse magát újabb mandátumra. Ekkor Bonaparte nyomást gyakorolt azért, hogy változtassák meg az alkotmány ezen előírását, de hiába, és ezért államcsínyt szervezett híveivel 1851. december 2-ára. Ezt követően tekintélyelvű rendszert tudott bevezetni, amit népszavazással hagyatott jóvá. 1852. január 14-én új alkotmányt fogadtatott el, 1852. december 2-án pedig császár lett újabb népszavazás nyomán, ezzel véget vetve a köztársasági rendszernek. A Második Köztársaság zaklatott vége olyan mély benyomást tett a francia köztársaságpárti politikusokra, hogy azután több mint 100 évig elutasították a köztársasági elnök a nép által való megválasztását.

## Az új köztársaság intézményesítése

### A júliusi monarchia válsága

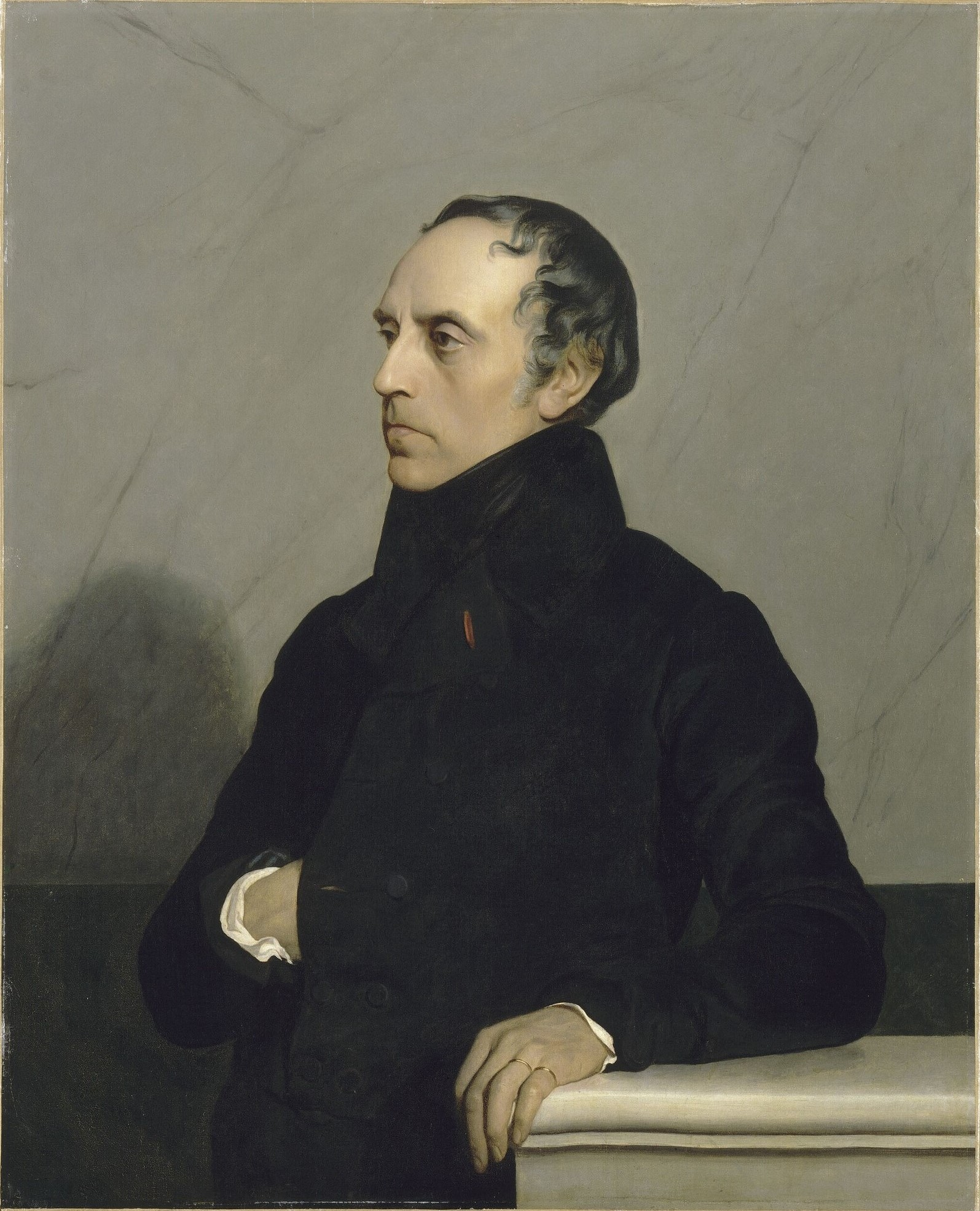
François Guizot

Az 1840-es években a júliusi monarchiát gazdasági, társadalmi és politikai válság sújtotta. A gyenge termések és a segélyek juttatására elégtelen eszközök 1845-ben és 1846-ban jelentősen megnövelték az élelmiszerek árát. Ez nyomorhoz és felkelésekhez vezetett, mint az, amely 1847 januárjában Buzançais-ban történt, és három halálos ítélettel végződött. Ennek a válságnak egy régi aspektusa is, és egy új is volt. Egy időben az utolsó megélhetési válság és az első valódi kapitalista túltermelési válság volt.
A válság előbb mezőgazdasági volt, de elterjedt más gazdasági szektorokra is. Megnövekedett a falvak elhagyása. Ugyanakkor a lakosság 75%-át kitevő parasztok lecsökkentették a kisipari és ipari termékek fogyasztását. Ezt a szektort is, mely sokat fejlődött 1840 óta, válság rázta meg. A gazdasági és a pénzügyi válság vállalatok csődjét okozta, főleg a kohászatban és a vasútépítésben, és csaknem 700 000 ember munkanélküliségét eredményezte. A válsági légkör lecsökkentette a születési arányszámot, megnövelte a halálozási arányszámot és erős társadalmi félelmet keltett. A jövőbe vetett bizalom hiánya akadályozta a válságból való kilábalást, és ennek sok áldozata bűnösöket keresett helyzete miatt a már meggyengült hatalom körében, mely nem talált megoldást.

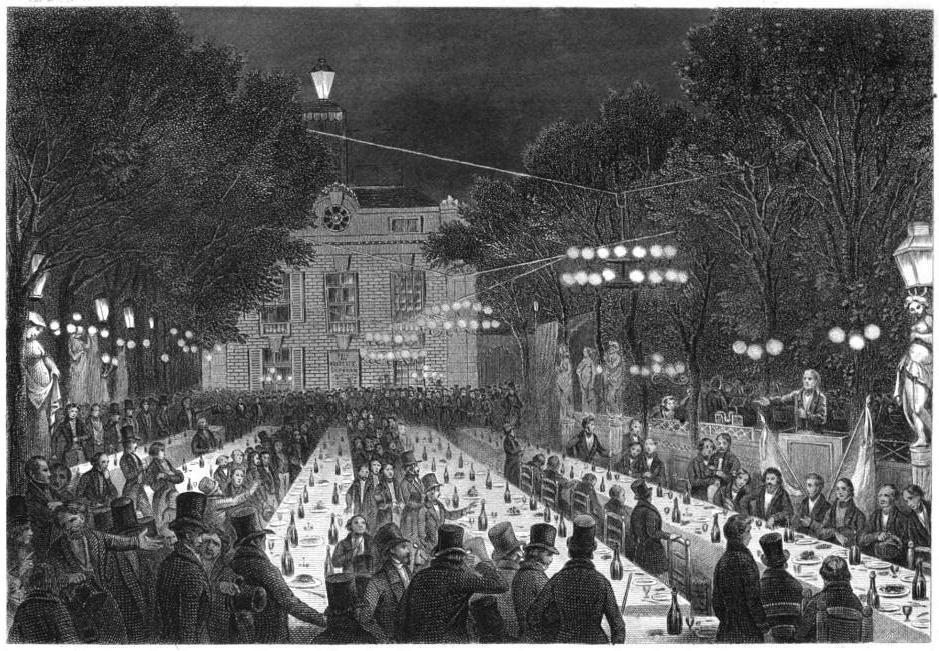
A párizsi Château Rouge negyedben, 1847. július 9-én megtartott bankett

A rendszert régebbi válság is sújtotta. Mindenféle helyi vagy országos befolyású előkelőségeket érintő botrányok lejáratták ezeket a kispolgárok előtt, és legitimitásukat kétségbe vonták. Ehhez hozzáadódott az egyre élénkebb vita a szavazati jog reformjáról. 1848-ban az országban 35,5 millió lakosra csak 241 000 választó jutott. Az egyre nagyobb számú szavazati joggal rendelkezni kívánó, főleg kispolgár azt várta, hogy újból csökkentsék a cenzust, miután 1831-ben ezt 200, illetve 500 frankra csökkentették le, továbbá hogy több iparoskategóriának adják meg a cenzus nélküli szavazati jogot, és hogy tiltsák meg a köztisztviselőknek a törvényhozási mandátumhoz való jutást. Az ellenzék azt remélte a választási reformtól, hogy megkettőződjön a választók száma és így csökkenjen az 1840 óta kormányfő François Guizot hatalma. Ez újból jelentős törvényhozási többséggel rendelkezett az 1846-os választások óta. 1847-ben ez a többség elutasította a cenzus csökkentését 200-ról 100 frankra, ami elkerülhetetlenül holtpontot eredményezett.

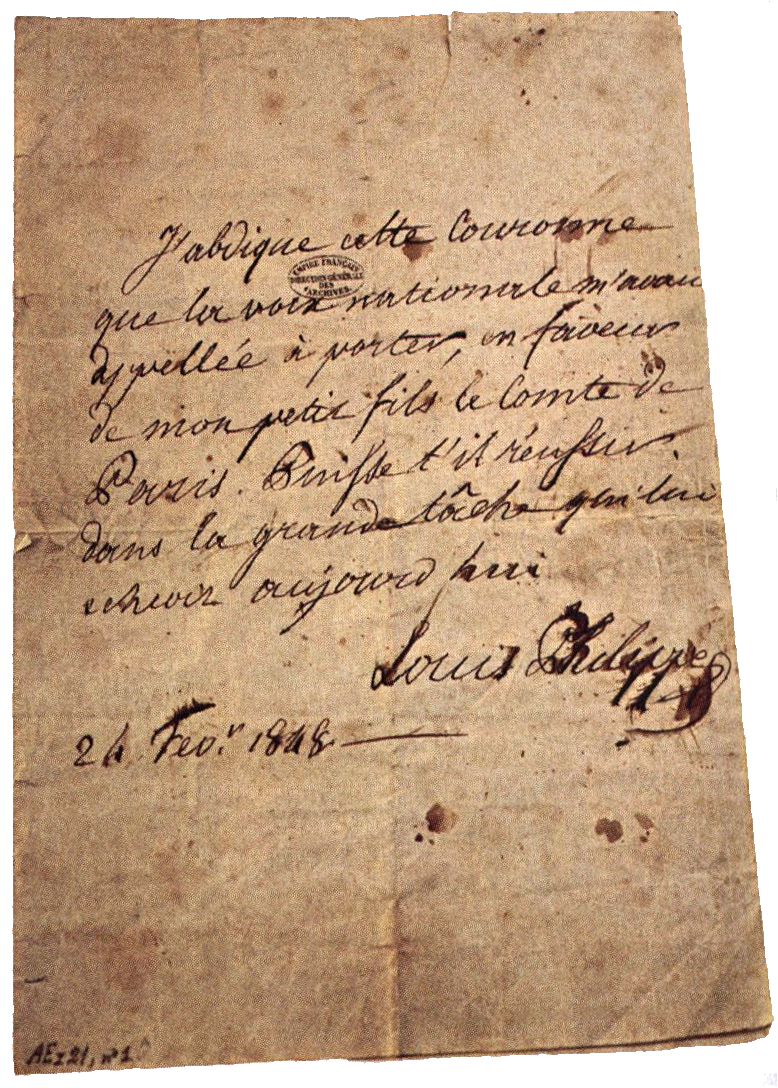
I. Lajos Fülöp király 1848. február 24-én aláírt lemondási nyilatkozata

Volt egy közép-baloldali irányzatú királyságpárti csoportosulás, az ún. „dinasztikus ellenzék”, mely tudta, hogy a választási rendszer reformja nélkül nem juthat hatalomra, és hogy ezt lehetetlen megvalósítani az akkori többséggel. A nyilvános politikai összejövetelek be voltak tiltva, ezért az ún. „bankettek” nagyszabású kampányát szervezték meg. Ezekben hívták fel a közvéleményt, hogy gyakoroljon nyomást Guizot-ra a szavazati jog kiterjesztésének érdekében. Az első bankettet Párizsban tartották 1847. július 9-én 1200 személy, köztük 85 törvényhozási képviselő részvételével. Más bankettek következtek vidéken, többet neves ellenségiek vezettek. A résztvevők politikai tartalmú pohárköszöntőket mondtak, például „a korrupció végére” vagy „a dolgozó osztályok sorsának jobbulására”. Ez a jelentős mozgósítás rávitt egy konzervatív képviselőt, hogy javasolja a képviselőháznak és Guizot-nak mérsékelt reformok bevezetését, de ez elutasította.

### Az 1848-as forradalom

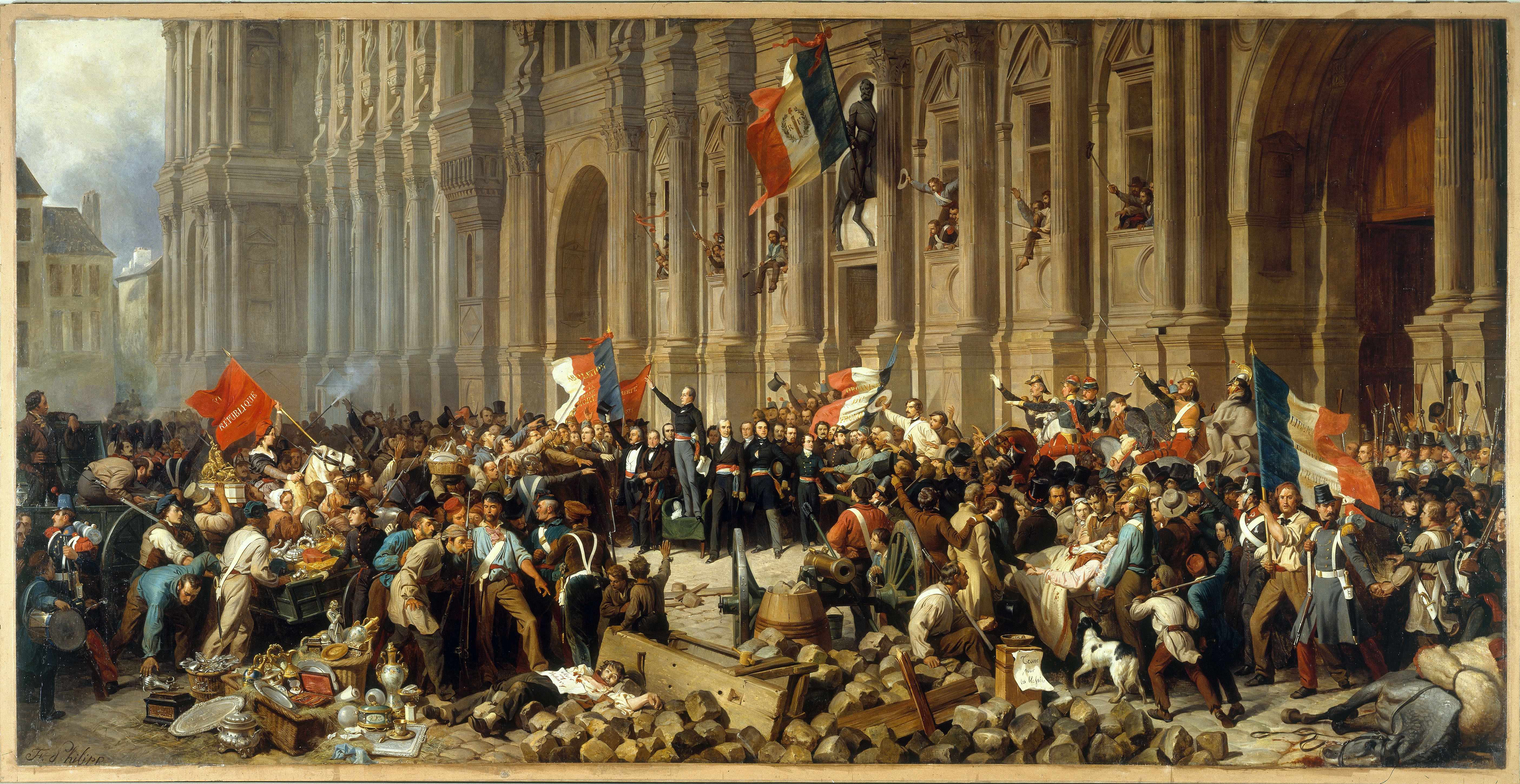
Alphonse de Lamartine nem fogadja el a vörös zászlót a párizsi városháza előtt 1848. február 26-án.

Válaszul Guizot elutasítására az ellenzék nagy bankettet akart tartani 1848 februárjában szerény jövedelmű párizsiak egyik negyedében, de az attól való félelem, hogy ez felkelésbe torkolhat, a dinasztikus ellenség vezetői, köztük Odilon Barrot visszakoztak, de már késő volt. A kockázat csökkentésének érdekében a bankettet a Champs-Élysées negyedbe tették át, és nem február 20-ra, vasárnapra, ahogy azt előbb tervezték, hanem 22-re, keddre, de elkerülhetetlen volt népi rétegekből valók jövetele. A bankett be volt tiltva, de tüntetés keletkezett. 23-án barikádok épültek és Guizot megtartása a kormány élén akadálynak látszott a kedélyek lecsillapítására. Ráadásul a rend fenntartásával megbízott Nemzetőrség nem volt Guizot pártján. Ő lemondott még aznap, de mégis dráma történt. Este tüntetők csoportja a Külügyminisztérium elé vonult, hogy örömét fejezze ki Guizot lemondásáért, de egy őrhely katonái rájuk lőttek és 16 tüntetőt megöltek.

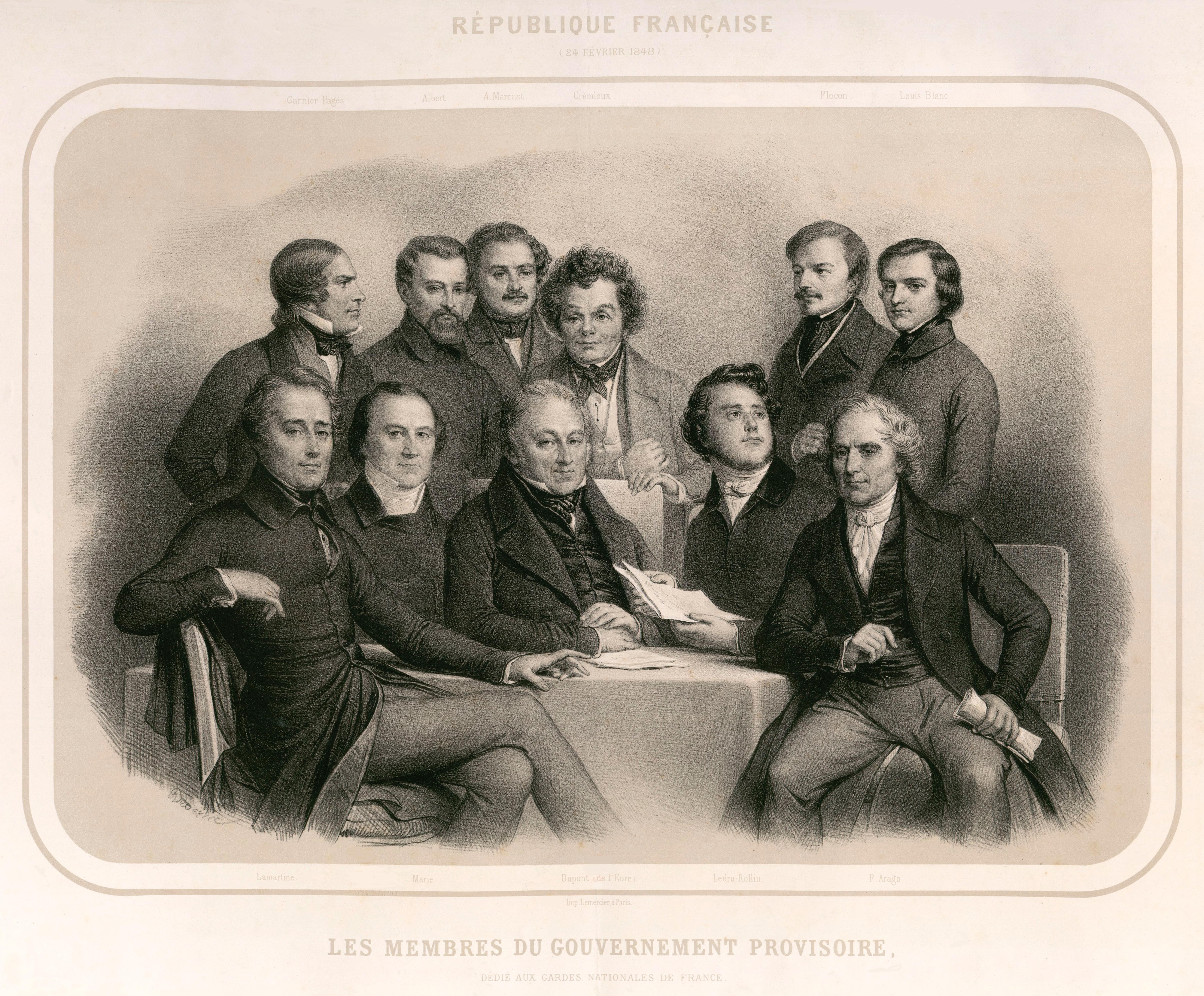
Az 1848-as ideiglenes kormány tagjai

Lajos Fülöp király néhány kísérletet tett a felkelés megakadályozására. Két óra alatt két régebbi kormányfőt nevezett ki Mathieu Molé és Adolphe Thiers személyében, ami nem elégítette ki a felkelőket, majd Odilon Barrot-t hívta a kormány élére, de ez sem tudta megoldani a helyzetet. Február 24-én a felkelőkké vált tüntetők a Tuileriák felé vonultak és a már öregedő király lemondott a kilenc éves unokája, Fülöp orléans-i herceg javára, majd Angliába menekült. Ezek után a törvényhozás feloszlatta magát.
A köztársaságpárti vezetők a felkelők élére álltak. Mivel az új király túl fiatal volt, régensséget kellett intézményesíteni. Ezt Ilona mecklenburg–schwerini hercegnő vállalta és, mivel liberális nézetei voltak, azt akarta, hogy a képviselők hatalmazzák fel. A Képviselőházhoz ment, de azt már elfoglalták a felkelők. A monarchia és a köztársaság között ingadozók legbefolyásosabbjai, mint Alphonse de Lamartine még fenntarthatták volna a rendszert, de végül a forradalom felé hajlottak, tehát a köztársaság felé, és ideiglenes kormányt kezdtek alkotni. Ezzel egyidőben a városházán hasonló tevékenység folyt, ezért a képviselők odasiettek. Végül ott alkották meg az ideiglenes kormányt, majd azonnal kikiáltották a köztársaságot.

## A Második Köztársaság története

### Új rendszer alkotása

#### Az ideiglenes kormány és társadalmi próbálkozásai

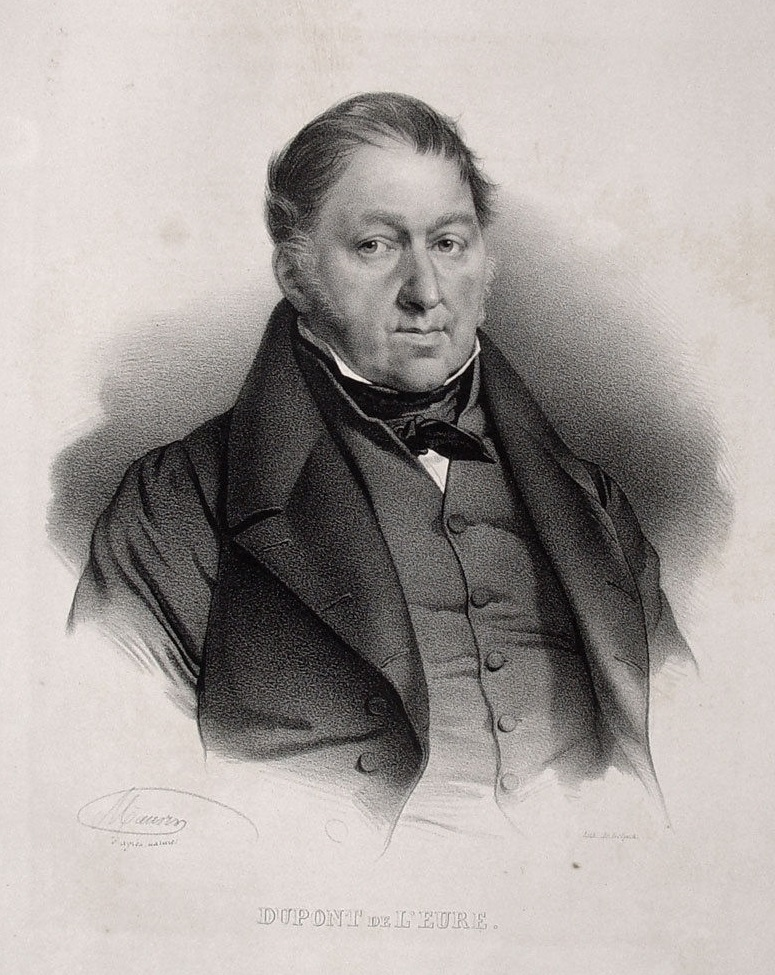
Jacques Charles Dupont de l'Eure, a Második Köztársaság első kormányfője

Az ideiglenes kormány tagjai két politikai irányzatot képviseltek. Többségükben nem szocialista liberálisok voltak, köztük Lamartine és Alexandre Ledru-Rollin. A többiek szocialisták voltak. Nekik voltak Ledru-Rollinnel közös vonásaik, de jelentősebb képviseletét követelték baloldali nézeteiknek a kormányban. Ezért a szocialista Louis Blanc-t és Alexandre Martin-t is bevették a kormányba, de miniszteri funkció nélkül, ami a két irányzat egyenlőtlenségét jelezte. Kormányfő Jacques Charles Dupont de l'Eure lett, az előbbi irányzat képviselője. A köztársaságpártiak, főleg Lamartine, a francia forradalom hagyományát akarták folytatni, de a jakobinus terror nélkül, a társadalmi osztályok megbékélését és a munkások életkörülményeinek jobbítását kívánták, de elutasították a vörös zászlót, amit a tömeg akart, és meg akarták tartani a trikolórt. Ez a francia forradalomtól származott, és 1830-ban újból magáévá tette a júliusi monarchia az 1814-ben visszaállított Bourbon-dinasztia királyságának fehér zászlaja helyett.
Az ideiglenes kormány első intézkedései jellegzetesek voltak nézeteire arról, hogy milyen legyen az új rendszer. Február 25-én bevezette az általános választójogot, bár ez 1944-ig csak a férfiakra korlátozódott. Elutasítva a jakobinus terrort, eltörölte a politikai ügyekben alkalmazott halálbüntetést. Alkalmazta a francia forradalom elveit az egyéni szabadságjogok terén. Ennek jegyében április 27-én eltörölte a ragszolgaságot a francia gyarmatokon. Kifejezte azt a kívánságát, hogy a népek szabadon dönthessenek sorsukról, és hogy a köztársaság támogassa az az évi európai forradalmi megmozdulásokat. Mégis egyesek, mint Lamartine, óvatosságot tanácsoltak ebben. Külügyminiszterként Franciaország politikáját egyensúlytartóként határozta meg elvei és erejének mértéke között. Ezért az új köztársaság nem vállalkozott mindegyik ilyen megmoztdulás támogatására és lemondott olyan kalandokról, mint amilyenek az Első Köztársaság hódító háborúi voltak.

Az 1848. február 24. és március 5. között használt zászló

A szocialisták és a többi radikális köztársaságpárti azt kívánta, hogy a köztársaság az 1793-as alkotmányt fogadja el, amely először írta elő az általános választójogot és a félig közvetlen demokráciát, melyben a hatalmat a törvényhozás birtokolja és nem az államfő, valamint azt, hogy a nép közvetlenül javasolhasson kormánytagokat és véleményt mondhasson a törvényekről.
Hogy eleget tegyen a heterogén kormány baloldali részének, az állam eszközöket keresett a sok franciát sújtó munkanélküliség elleni harcban. Kompromisszumot találtak a Louis Blanc által javasolt önigazgatásos műhelyek és a magántulajdont védő ellenzői között azzal, hogy február 27-én ún. „nemzeti műhelyeket” létesítettek. Mivel nem érték el munkaügyi minisztérium létrehozását, a szocialisták megalkották az ún. „Luxembourg-palotai bizottságot”, ahol Blanc és Martin vezetésével a munka új keretek közé helyezéséről vitáztak a népi rétegek sorsa jobbításának érdekében. Ennek a bizottságnak köszönhetően március 2-tól a munkások munkaidejét 11-ről 10 órára csökkentették Párizsban és 12-ről 11-re vidéken.

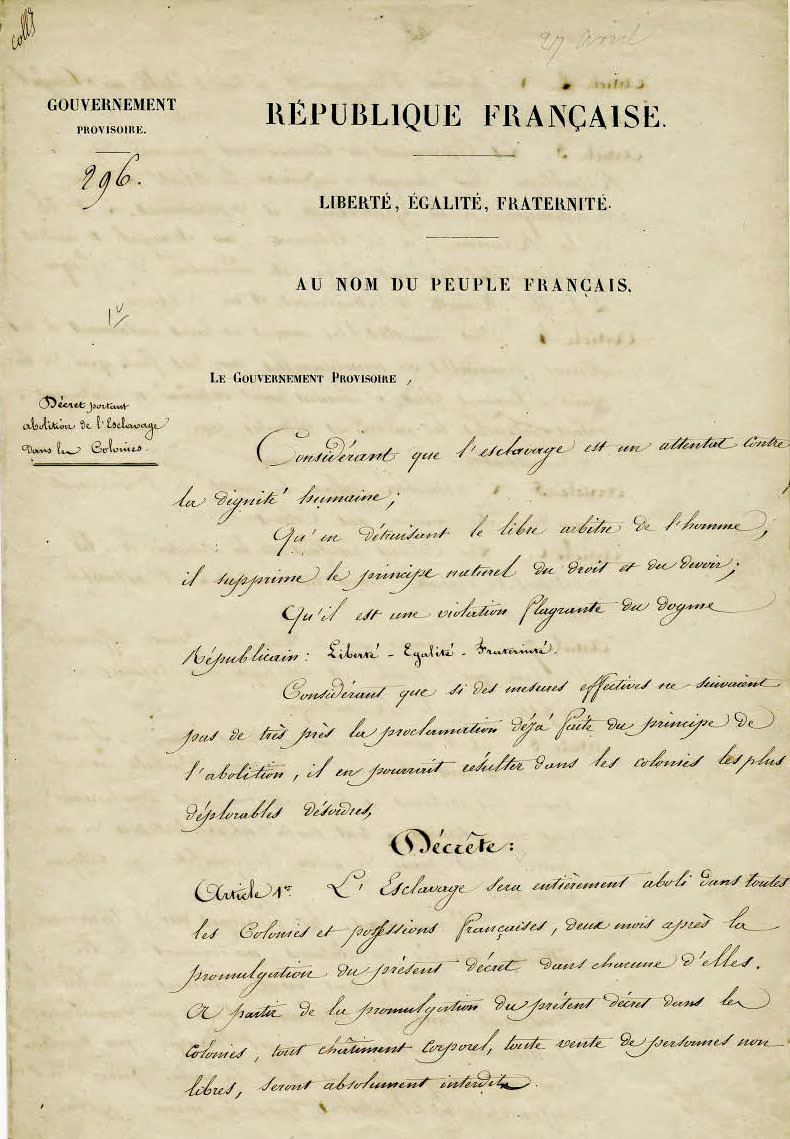
Az 1848. április 27-én kiadott rabszolgaságot eltörlő rendelet

Vidéken új, a rendszerhez hű köztisztviselőket neveztek ki. Sok legitimista előkelőség, akik örültek, hogy I. Lajos Fülöp uralma véget ért, de egyes orleanisták is az új rendszer hívei lettek.
A rendszerváltozás okozta kezdeti rendetlenség körülményei között egyes helységekben régebbi feszültségek robbantak ki, bosszúból rablások és rombolások történtek, mielőtt a városok lakosai elfogadták a köztársaságot.
A parasztokat nem érintették reformok, ezért közömbösek voltak az új rendszerrel szemben.

#### Az Alkotmányozó Nemzetgyűlés megválasztása

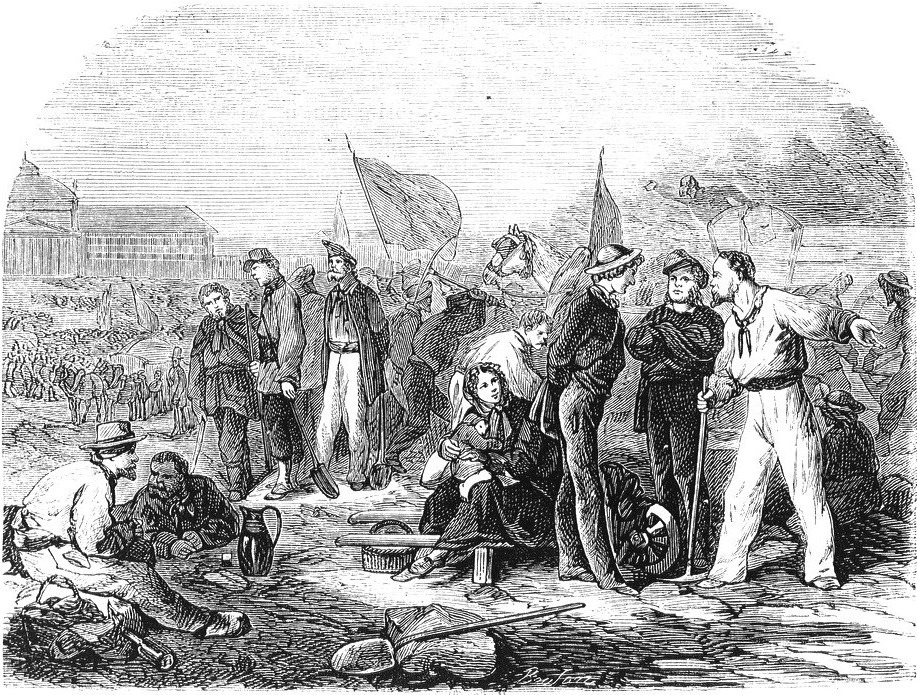
Nemzeti műhelyek Párizsban, a Mars-mezőn

Néhány hétig tartott a szélesen elterjedt lelkesedés a köztársaságért, és új, az egyetemes testvériség korszaka eljövetelének illúziója. Az általában konzervatív és királyságpárti katolikus papok „szabadságfákat” áldottak meg sok helységben. A helyzet fokozatosan változott az Alkotmányozó Nemzetgyűlés megszavazására kijelölt választások közeledtével. A legelszántabb köztársaságpártiak tudatában voltak a konzervatív előkelőségek hatásának a falusiakra, ezért tartottak az általános szavazás eredményétől. Ahhoz, hogy idejük legyen propagandájukat kiterjeszteni vidéken, a szocialista Auguste Blanquival az élen a választások elhalasztását kérték. Kisebb halasztást értek el a kértnél, április 9-ről 23-ra. Csalódottan, Blanqui munkásokat vitt az utcákra április 16-án. Szembeszálltak a Nemzetőrséggel a párizsi városháza előtt, de a nap nem végződött vérontással, és a választások napja változatlan maradt. Konzervatív úgymond „rend frontja” jött létre a munkások követelései ellen.
A legelszántabb köztársaságpártiak megpróbálták korlátozni a királyságpártiak befolyását vidéken. Március elején Ledru-Rollin képviselői arra biztatták a vidékieket, hogy szavazzanak a forradalom előtt is hithű köztársaságpártiakra. A választások a választók 84%-át mozgósították. Falun sokat kellett gyalogolniuk sok esetben a falu polgármestere vagy plébánosa vezette menetben, mert csak a kantonok székhelyein lehetett szavazni.

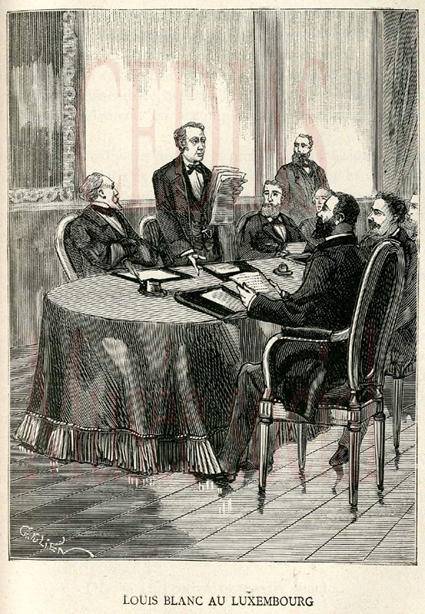
Louis Blanc a Luxembourg-palotai bizottságban

A 900 tagú Alkotmányozó Nemzetgyűlésben a mérsékelt köztársaságpártiak lettek többségben kb. 500 mandátummal, de a királyságpártiaknak is volt 200 képviselőjük. Ők a „rend pártjá”-nak nevezett csoportosulást alkották. A szocialisták a Gyűlés negyedénél kevesebbet foglalták el, és vezetőik közül csak egy, Armand Barbès lett tagja. Az ideiglenes kormány tagjainak többsége az új kormányban maradt.
Attól tartva, hogy a nemzeti műhelyeket felszámolják a szocialisták szerény választási eredménye nyomán, Rouenban lázadás tört ki, a köztárságpártiak közötti első vérontással az új rendszerben.
1848. május 4-én az Alkotmányozó Nemzetgyűlés kikiáltotta az új köztársaságot, és ez lett a jelképes ünnepnapja.

#### A végrehajtó bizottság és a júniusi felkelés

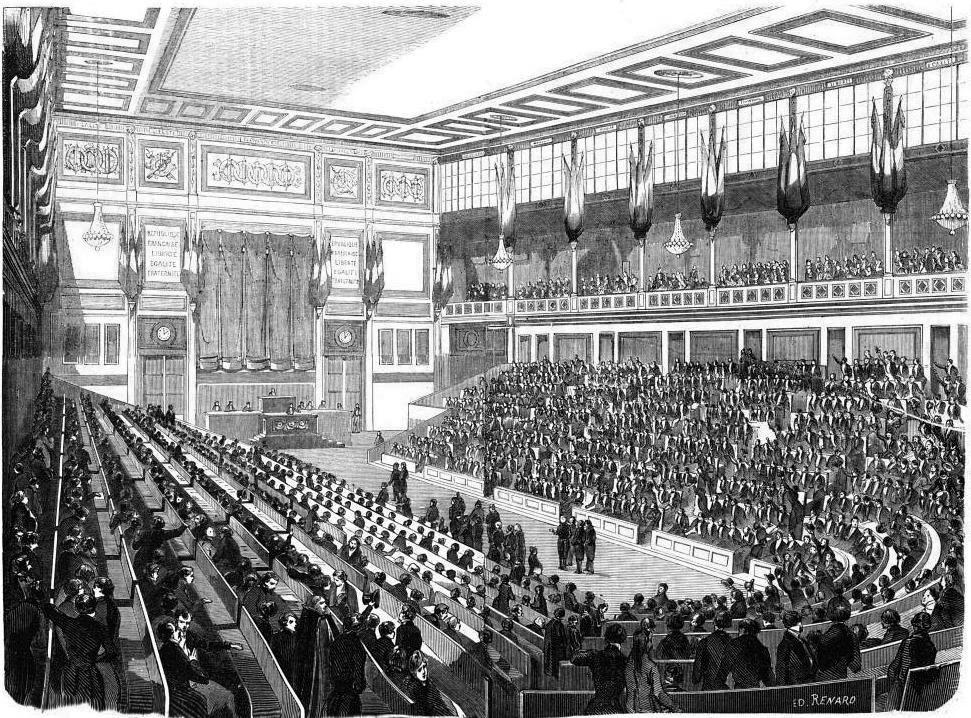
Az 1848-as Alkotmányozó Nemzetgyűlés

Az Alkotmányozó Nemzetgyűlés a francia forradalom idejében létezett direktóriumból ihletett végrehajtó bizottságot alkotott a volt ideiglenes kormány öt mérsékelt köztársaságpárti tagjából François Arago elnökletével. Nem voltak szocialista tagjai is. Ennek államfői funkciója volt. Ugyanolyan politikai irányzatú kormány is létrejött. Két engedményt tettek a szocialistáknak. Nekik jutott az Oktatásügyi Minisztérium és Mezőgazdasági és Kereskedelmi Minisztérium.
A radikális szocialisták elégedetlenek voltak a rendszer szerintük túl mérsékelt társadalmi intézkedéseivel, és a népi rétegek egy része, főleg Párizsban mellettük állt. 1848. május 15-re tüntetést szerveztek és az 1848-as lengyel felkelés támogatására hirdették meg. Vezetőik erőszakkal hatoltak be az Alkotmányozó Nemzetgyűlés épületébe, megpróbálták feloszlatni és forradalmár vezetőkből új kormányt alkotni, de végül letartóztatták őket. Ezzel lefejezték a szocialista mozgalmat, és elkezdődött politikai okok miatt eszközölt letartóztatások egész sorozata.

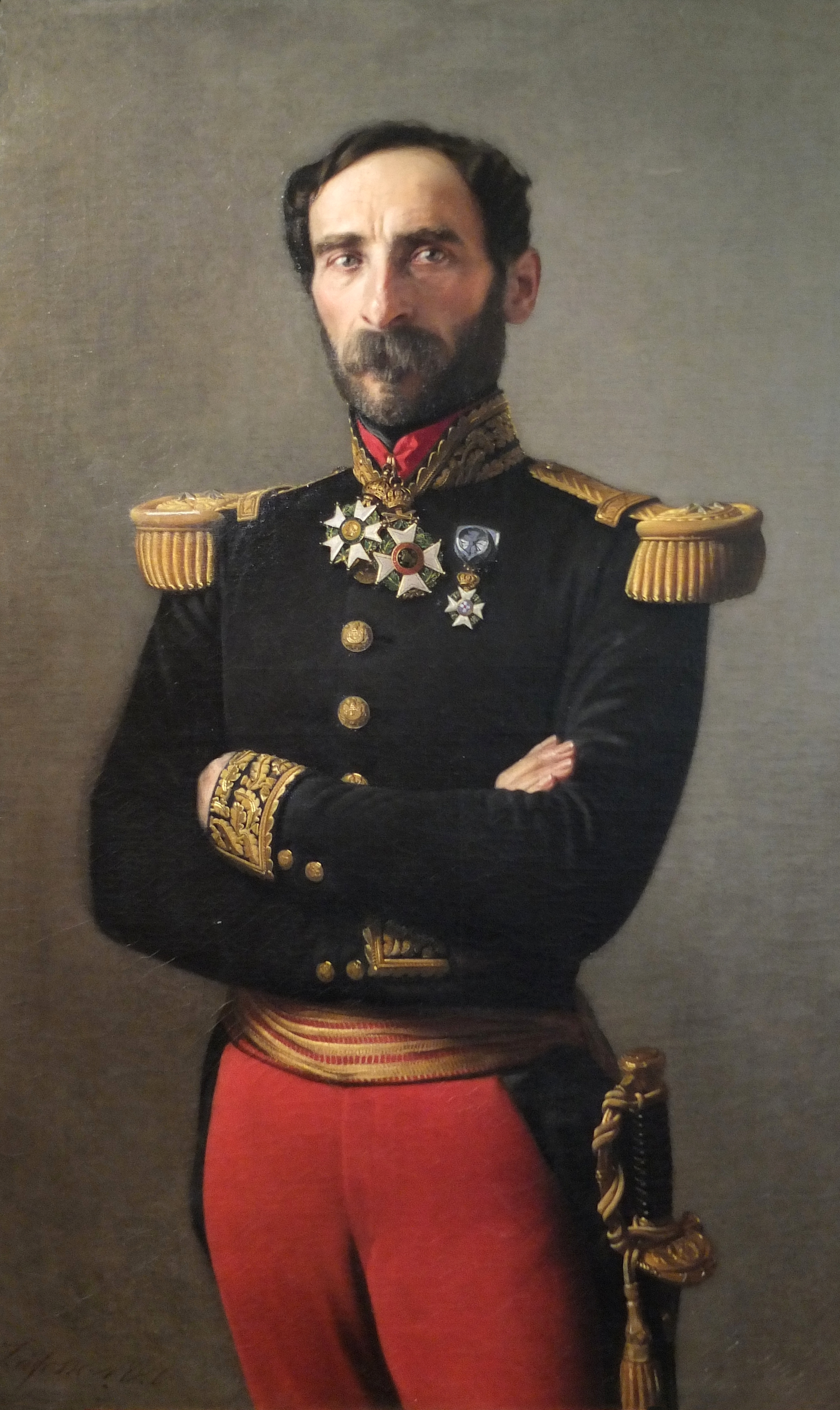
Louis Eugène Cavaignac

Az akkori választási törvény értelmében egyazon személy több megyében jelöltethette magát. Így például Lamartine-t tizenhétben választották meg. Ezért sok elfoglalatlan hely volt a Alkotmányozó Nemzetgyűlésben, és kiegészítő választást tartottak június 4-én. Akkor választották meg többek között Victor Hugo írót és Louis Napoléon Bonapartét, aki azonnal le is mondott, valamint több szocialistát. Ez veszélyt jelentett a kormány számára, mivel a szocialista eszméknek és Bonaparte egyre nagyobb népszerűségének erős visszhangja volt a nemzeti műhelyekben. Ezekről az Alkotmányozó Nemzetgyűlés többsége úgy vélte, hogy felkelés kiindulópontjai lehetnének.
Június 21-én az Alkotmányozó Nemzetgyűlés nyomására a végrehajtó bizottság rendelettel felszámolta a nemzeti műhelyeket. 22-én Párizs népének egy része fellázadt ez ellen az intézkedés ellen. Mivel nem találtak megoldást a helyzetre, 24-én a Gyűlés és a bizottság teljhatalommal ruházták fel Louis Eugène Cavaignac köztársaságpárti tábornokot, a hadsereg parancsnokát. Ez durván vérbe fojtotta a lázadást 50 000 katonával és 100 000 vidéki nemzetőrrel. A „júniusi napok”, ahogyan a 23-t, a 24-t és a 25-t nevezték el utólag, több ezer lázadó halálával és 15 000 letartóztatással végződtek.
Az események nyomán a végrehajtó bizottság lemondott és Cavaignac lett a állam- és kormányfő. A polgárság nagyon megijedt a felkeléstől. A rendszer meggyengült, és nagy félelem uralkodott el, melyet gyakran alaptalan híresztelések erősítettek meg felkelők által elkövetett kegyetlenkedésekről.

### A konzervatív köztársaság

#### A konzervatív tábor erőteljes visszatérése
Az Alkotmányozó Nemzetgyűlés többsége, melyben a mérsékelt köztársaságpártiakhoz csatlakoztak a királyságpártiak is, Cavaignacot támogatták, aki köztársaságpárti volt ugyan, de konzervatív és tekintélyelvű. A két szocialista minisztert megfosztották posztjaiktól. A kormány eltörölte az 1848 tavaszán hozott társadalmi intézkedéseket és erősen korlátozta a szólásszabadságot a sajtótörvényével és a színházi előadások cenzúrázásával. Bűnügyi eljárást indítottak egyes szocialista vezérek ellen, mint Louis Blanc, aki elmenekült az országból.
A baloldal eltávolítása a hatalomból megerősíteni látszott polgári és mérsékelt köztársaság esélyeit Cavaignac vezetésével, de ez nem valósult meg. Az 1848. július 3-án helységek szintjén és a szeptember 3-án kantonok szintjén megtartott választások a választók új irányulását tükrözték. A falusiak nem voltak megelégedve a jó termés miatt lecsökkent árakkal és a „45 centime-os adó”-nak nevezett kivételesen és ideiglenesen kivetett adó katonai eszközökkel való behajtásával, ezért eltávolodtak a köztársaságtól. 65 000-ből több mint 35 000 akkor megválasztott polgármester és alpolgármester már a júliusi monarchia alatt is ezeket a tisztségeket töltötte be. A szeptember 17-i és 18-i Alkotmányozó Nemzetgyűlést megújító választások igazolták ezt a tendenciát: 13 megyében 17 képviselő közül 15 monarchista volt.
November 4-én az Alkotmányozó Nemzetgyűlés megszavazta a május 17-e óta egy bizottság által kidolgozás alatt levő alkotmányt. Ez előírta a köztársasági elnök négy évre való választását általános szavazással, és a „Nemzetgyűlés”-nek nevezett egykamarás parlament három évre ugyancsak általános szavazással, valamint ennek felügyeletét a kormány felett. Semmit sem írt elő esetleges tartós konfliktus kezelésére az elnök és a Nemzetgyűlés között. Az elnök általános szavazással való választása azt a félelmet keltette a baloldali képviselőkben, hogy a monarchia visszaállítását eredményezheti. Egyes képviselők, mint Jules Grévy ellenezték ezt a funkciót. Úgy vélték, hogy a végrehajtó hatalomnak csak a kormányfőre kell hárulnia, akit akármikor visszahívhat a Nemzetgyűlés. Javaslatukat erélyesen elhárították. Mégis az alkotmány előírta, hogy az elnököt ne lehessen újraválasztani közvetlenül mandátuma vége után, és intézkedéseket is írt elő államcsíny elkövetése ellen részéről. Ugyanakkor az alkotmány magába foglalta a köztársaság nagy értékeit, a szabadság, egyenlőség és testvériség elveit, és azt is, hogy a köztársaság alapjai a család, a munka, a tulajdon és a közrend. A baloldalnak nem sikerült belefoglaltatnia a munkához való jog elvét.

#### Az 1848. decemberi elnökválasztás

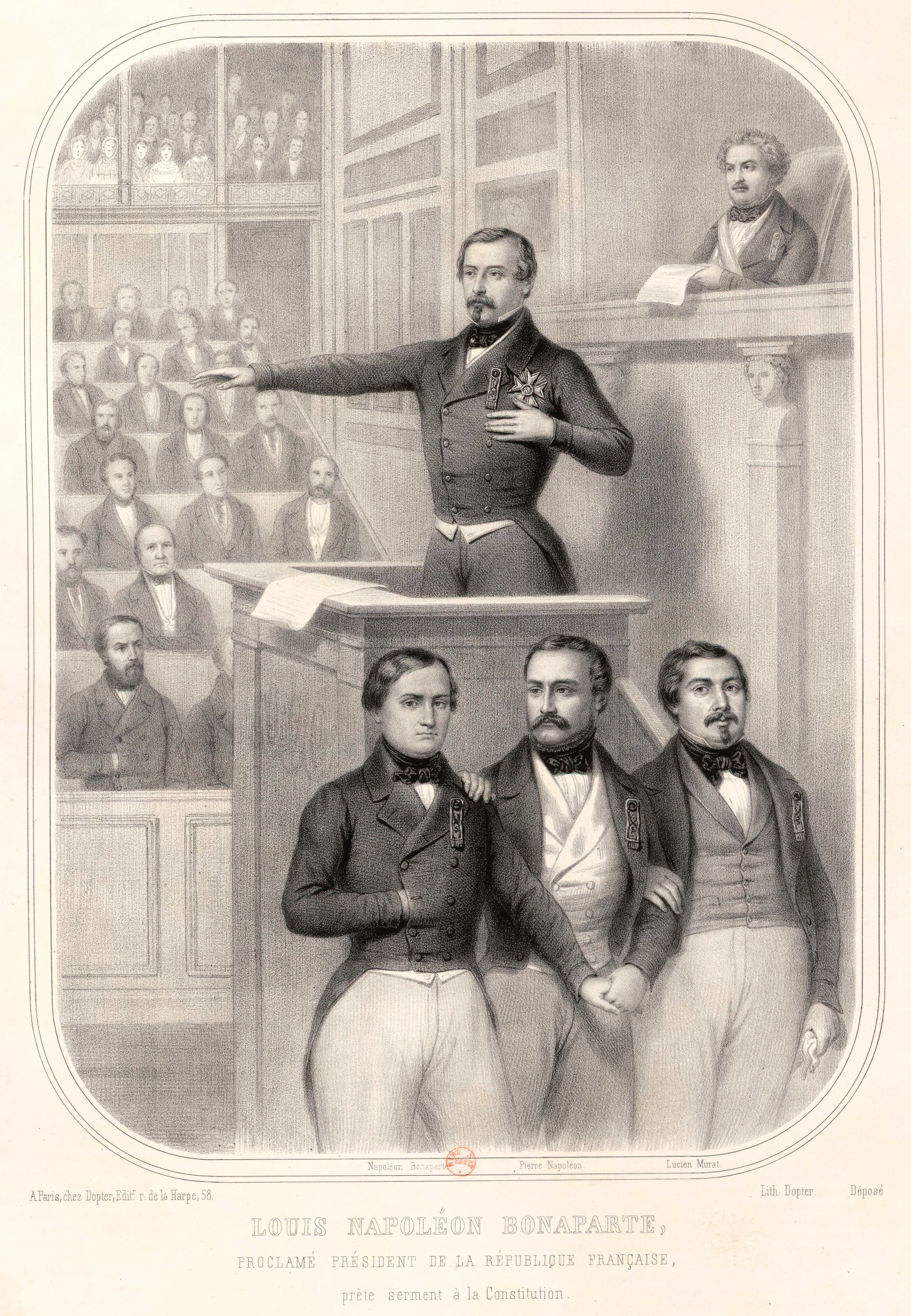
Louis Napoléon Bonaparte eskütétele az Alkotmányozó Nemzetgyűlés előtt 1848. december 20-án

1848 őszén a december 10-i elnökválasztásra készültek. A mérsékelt köztársaságpártiak abban bíztak, hogy Cavaignac népszerűsége biztosítani fogja a megválasztását. Fő ellenfele Louis Napoléon Bonaparte volt. Közöttük versengés indult a jobboldali konzervatív, akár liberális, akár klekarista katolikus választók megnyerésére. Ezzel a céllal Cavaignac két orleanistát vett be a kormányba és azt javasolta, hogy menedéket adjanak IX. Piusz pápának, aki 1848. november 14-én menekülni kényszerült Rómából az ottani forradalmi megmozdulás miatt. Emiatt Cavaignac elvesztette a mérsékelt köztársaságpártiak egy részének a támogatását, miközben a baloldal is ellene volt a júniusi események miatt. A rend pártjának vezetői sem támogatták, hanem Bonaparte oldalára álltak, akiről Adolphe Thiers azt hitte, hogy majd könnyen kezelhető lesz.
Bonaparte győzelme diadalmas volt. Kb. 5 millió szavazatot ért el (75%-ukat), Cavaignac csak 1,5 milliót. Ezzel világos lett, hogy az áprilisban megválasztott Alkotmányozó Nemzetgyűlés már nem képviselte a választókat. Főleg a falusiak szavaztak tömegesen Bonapartéra, mivel számukra az ő neve volt a legismertebb. Ez a választás jelezte a falusi világ belépését a francia politikai színtérre.
1849. január 20-án az Alkotmányozó Nemzetgyűlés megválasztotta a köztársaság alelnökét Henri Boulay de La Meurthe személyében. Ő töltötte be ezt a funkciót új alkotmány elfogadásáig 1852. január 14-én.

#### Az 1849-es törvényhozási választások
Az elnök Odilon Barrot-t nevezte ki királyságpárti irányultságú kormány élére, egyetlen köztársaságpárti nélkül. Hamarosan egyes köztársaságpárti prefektusokat másokkal helyettesítettek, akik vagy a júliusi monarchia alatt voltak azok, vagy bonapartisták voltak. A kormány gyengíteni igyekezett a köztársaságpárti tábort az 1849-es választások előtt, melyeket az Alkotmányozó Nemzetgyűlés köztársaságpárti többsége január 29-én elfogadni kényszerült katonai nyomás alatt, ugyanis a hadsereget mozgósították lehetséges felkelés ürügyén.
Léon Faucher belügyminiszter elérte március 24-én a politikai klubok betiltását. Ezzel megnehezítették a „köztársaságpárti szolidaritás”-nak elnevezett mozgalomba tömörült demokrata szocialisták nyilvános megnyilvánulását. Ez maradt a rend pártjának az egyetlen jelentős ellenfele, mivel a néhány mérsékelt köztársaságpártinak nem sikerült jelentős frakciót alkotnia Cavaignac kudarca után.
A választások 1849. május 13-án zajlottak le. A rend pártja került ki első helyen a szavazatok 53%-ával és 64 mandátummal, a demokrata szocialisták 25%-ot értek el, a mérsékelt köztársaságpártiak pedig csak 11%-ot. Megjelentek Franciaországban a jövőben tartósan baloldali többségű régiók. Jelentősen megnőtt a demokrata szocialistákra szavazó falusiak száma, ami reményt adott nekik jövőbeli sikerekre, ez pedig kiváltotta a konzervatívok félelmét.

#### A római expedíció
A rend pártja kezében levő hatalom konzervatív és a katolikus egyháznak kedvező politikát gyakorolt. Még a választások előtt, 1849. április 16-án az Alkotmányozó Nemzetgyűlés megszavazta, hogy katonai expedíciót küldjenek Romába a fiatal Római Köztársaság megsegítésére a pápa azon kísérletei ellen, hogy visszaszerezze világi hatalmát, valamint a Habsburg Birodalom ellen. 1 200 000 frankos kölcsönt is megszavazott a művelet első három hónapjának költségeire, amit elleneztek a Ledru-Rollin vezette szocialisták. A választások után a francia katonai egység eredeti feladatát ellenkezőjére fordították, és ez erőszakkal visszaállította IX. Piusz pápát államfői pozíciójába.
Egyes köztársaságpártiakat felháborította, hogy a francia köztársaság egy másik köztársaságot támad, hogy monarchiát állítson vissza, és Ledru-Rollin szocialista vezető tüntetésekre hívott fel június 13-ára. A felhívásnak nem volt elég visszhangja Párizsban, és a baloldali vezetők egy részét letartóztatták, Ledru-Rollin pedig Angliába menekült. Ellenben vidéken voltak tüntetések, a legnagyobb Lyonban, ahol barikádokat is emeltek. Több tíz halottal és több száz letartóztatással végződött.

#### A köztársaság alkonya
A kormány megszabadult a köztársaságpárti vezetőktől az 1849. június 13-i tüntetés kudarca után. 34 képviselő mandátumát felfüggesztették, legtöbbjük száműzte magát. Kihirdették az ostromállapotot azokban a megyékben, ahol lázadások voltak, és újabb cselekedeteket határoztak meg mint vétségeket, többek között az elnök elleni sértést a sajtóban. Elindították a köztársasági eszmék üldözését, ami Bonaparte és a rend pártja érdekeinek kedvezett. Újabb lázadások megelőzésére főleg Párizsban és a társadalmi katolicizmus vonalát követve, a kormány intézkedéseket tett a nyomor leküzdésére. A konzervatívok belátták, hogy az államnak be kell avatkoznia a társadalmi kérdésekbe. Ennek értelmében több törvényt fogadtak el: 1850. április 13-án az egészségtelen lakásokra vonatkozóan; 1850 júliusában a kölcsönös segélynyújtó társaságokról; 1851 februárjában a tanoncságról; 1851 június 30-án a takarékpénztárakról. Mégis ezeknek az újdonságoknak csak korlátozott hatása volt, nem elégítették ki az 1848-as várakozásokat, és ugyanakkor heves vitákat szítottak képviselők között.
Másrészt a klerikálisok megnövelték befolyásukat az oktatás terén. Egy 1850 márciusában elfogadott törvény nagyobb szereppel ruházta fel az egyházat az oktatásban és nagyobb szabadságot adott a prefektusoknak a tanítók kinevezése és visszavonása terén. Mindez antiklerikális reagálást keltett értelmiségi körökben, valamint a keresztény szocialista irányzat meghátrálását a rend pártja által értett rend védelme előtt.
Nem volt teljes az egyetértés az elnök és a Nemzetgyűlés többsége között sem. 1849. október 31-én az elnök lemondatta a Barrot kormányt és helyette tőle még inkább függő kormányt nevezett ki. Mivel ennek hasonló volt a politikája a őt megelőzőével, a rend pártja egyelőre elfogadta. A köztársaságpártiak még mindig kitartottak. Az 1850. március 10-i és április 28-i kiegészítő választásokon 21 mandátumot szereztek az 1849. júniusi lázadások nyomán elveszítettek helyébe. A parlamenti többség megijedt a köztársaságpártiak váratlan visszatérésétől és tenni kezdett ellene.
1850. május 31-én új választási törvényt fogadtak el, amely 30%-kal csökkentette a választók számát, bár nyíltan nem mondott le az általános választójogról, hanem olyan előírások révén, melyekkel kiszorították a legszegényebbeket, főleg azzal, hogy az embernek legalább három évni tartózkodást írt elő ugyanabban a kantonban ahhoz, hogy szavazati joga legyen. Ezzel a választók száma 9,6 millióról lecsökkent 6,8 millióra, és a hatalom azt hitte, hogy a radikális köztársaságpárti veszély végleg elmúlt új perspektíva megjelenésével az 1852-es elnökválasztásra nézve. Egy másik, 1850. július 16-án megszavazott törvény még inkább korlátozta a sajtószabadságot.
A rend pártja egyre inkább fejezte ki az elnökkel való nézeteltéréseit, főleg ennek társadalmi eszméi tekintetében. Viszont az elnök szemére hányta a konzervatívoknak az általános választójog megcsonkítását. Fokozatosan az elnök köré tömörülő mozgalom keletkezett.

### A rendszer vége

#### A bonapartista államcsíny

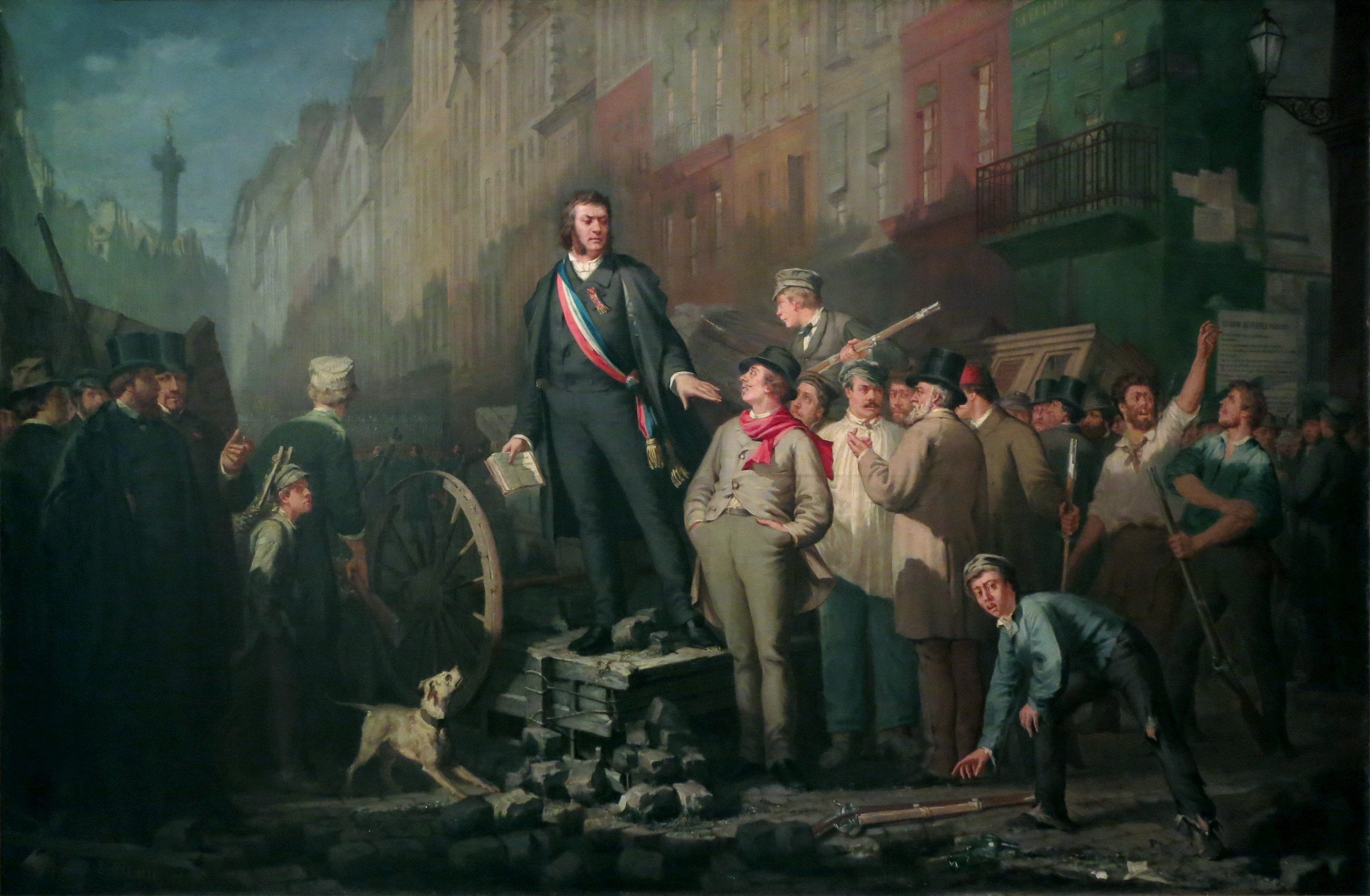
Jean-Baptiste Baudin képviselő szól a felkelőkhöz.

Miután elhallgattatta a köztársaságpárti ellenzéket, a rend pártja előkészítette a két királyságpárti irányzat, a legitimisták és az orleanisták egyesítését az alkotmányos királyság visszaállításának céljából. Úgy tűnt, hogy Lajos Fülöp volt király halála 1850-ben lehetővé tette ezt. Azonban Henri d’Artois legitimista trónkövetelő ellenkezése liberális alkotmány és a trikolór elfogadásával szemben, valamint Fülöp orléans-i herceg, Lajos Fülöp utódának valószínű jelöltetése az 1852-es elnökválasztásra kudarcra ítélte az egyesülést. Ezzel megerősödött Bonaparte pozíciója.
Közben az elnök népszerűséget szerzett a katonák körében és körutat tett vidéken, a maga oldalára nyerve meg a köztársaságpártiakat burkolt kritikáival az 1850-es választási törvény kapcsán, de a konzervatívokat is. Egyetlen akadály volt csak előtte, újramegválasztásának alkotmányos tiltása. 1851 tavaszán a prefektusok közvetítésével alkotmánymódosítási javaslatot népszerűsítő kampányt indított, de július 19-én ez nem nyerte el a Nemzetgyűlésben a kétharmados többséget. Akkor államcsíny gondolatával híveit helyezte stratégiai posztokra, elsősorban Armand Jacques Leroy de Saint-Arnaud-t a Hadügyminisztérium élére. A miniszter arra emlékeztette a párizsi katonákat, hogy teljes engedelmességgel tartoznak neki, ezért a Nemzetgyűlés egy része megijedt. Képviselők egy csoportja, főleg orleanisták törvényjavaslatot készítettek arra emlékeztetendő a hadsereget, hogy az alkotmány minden katonai hierarchiaszinten felül áll. Mégis a baloldali képviselők nagy része a bonapartistákhoz csatlakozott és a javaslat ellen szavaztak, mert nagyobb veszélyt láttak az orleanistákban.
Az államcsíny 1851. december 2-án történt, jelképes napon, mivel ez volt I. Napóleon császár megkoronázásának napja, és az austerlitzi csatáé is. Reggel két kiáltványt plakátoltak ki, egyet a hadsereg felé, és egyet a lakosság felé. Az utóbbinak demagóg hangvétele volt, az általános szavazati jog visszaállítását és a parttalan viták végét ígérte. A Nemzetgyűlés székhelyét, a Bourbon-palotát elfoglalták a puccsisták, a Gyűlést feloszlatták, a köztársaságpárti és az orleanista vezetőket letartóztatták. 300 képviselő gyűlt össze egy szomszédos épületben, hogy megvitassák, mi a tennivaló és rendeljenek el bűnügyi eljárást Bonaparte ellen hazaárulásért, de 200-at közülük letartóztattak. Néhány képviselő, köztük Victor Hugo, akik elkerülték a letartóztatást, megpróbálták mozgósítani Párizs népét, aki viszont nem felejtette el az 1848. júniusi mészárlást és nagy részben passzív maradt. Megjelentek mégis barikádok. Jean-Baptiste Baudin képviselőt megölték az egyiken, és ez felélénkítette a felkelést. Saint-Arnaud azt kérte, hogy akárkit, aki reszt vesz barikád építésében vagy védelmében végezzék ki. Tűzharc volt a körutakon is, majd pánik uralkodott el. December 4-e estéjére a helyzet lecsillapodott a megfélemlített Párizsban.

#### Út a császárság felé

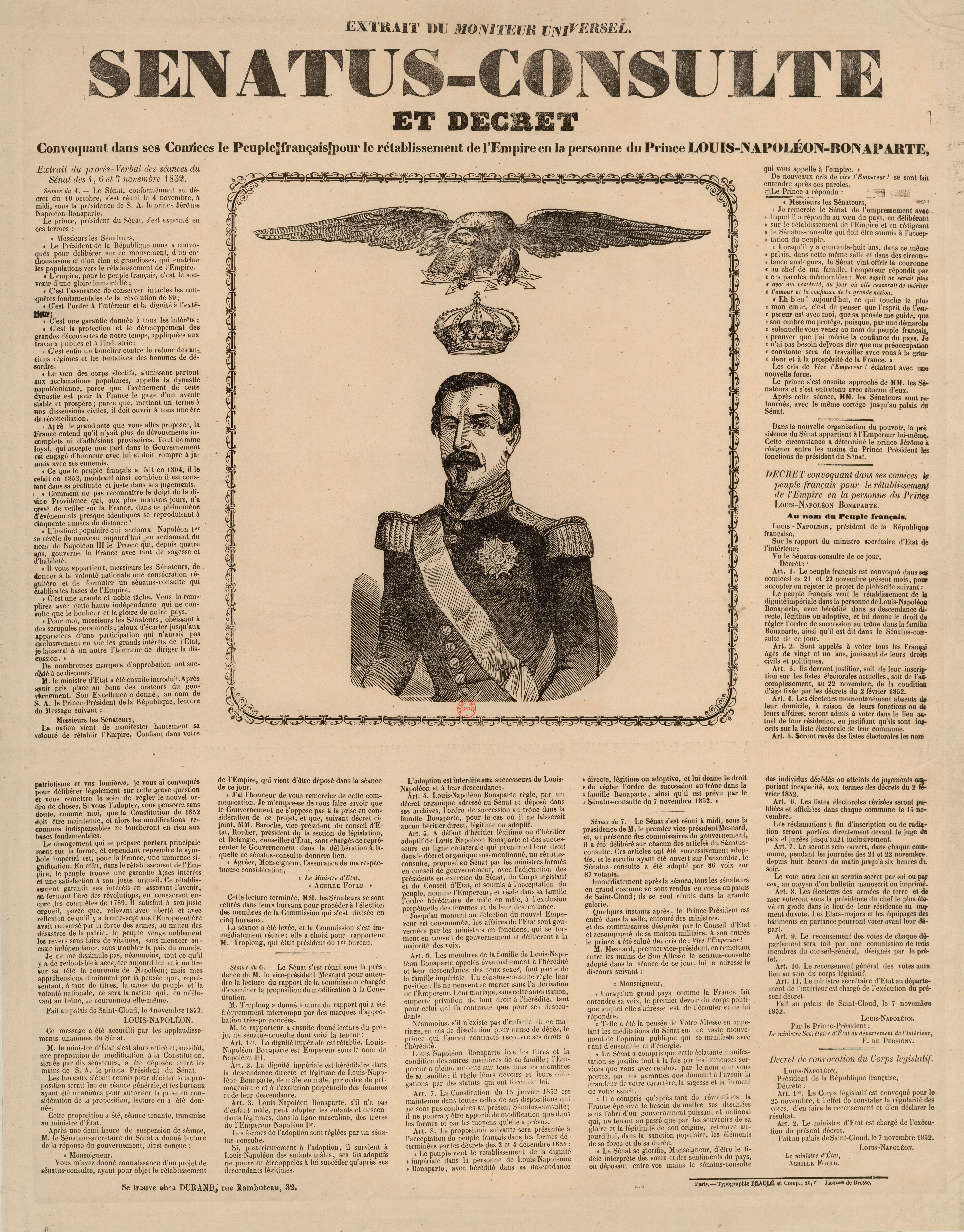
Az 1852. november 7-én a Moniteur universel-ben közölt senatus consultum

Bár addig a vidék mindig követte a fővárosi változásokat, ekkor először ott a bonapartista-ellenes felkelés nem állt le, hanem valódi köztársaságpárti ellenállás jelent meg. Az ország központjában, dél-nyugati részében, Languedocban és Var megyében a felkelés mérete megfélemlítette az előkelőségeket és egyes helyeken vérontás is volt. Egyes városok, de még megyék is a felkelők hatalmába kerültek, majd visszafoglalták őket. Mégis a régiók többsége passzív maradt és a nagyméretű megtorlás megnyugtatta az előkelőségeket.
Sok köztársaságpártit száműztek, és a felkelők elleni ítéletek sokszor kemények voltak. Mégis Bonapartét feszélyezte a helyzet, mert nem akarta volna, hogy rendszere vérfürdőben szülessen meg, ezért egy sor esetben megkegyelmezett. Ennek ellenére az értelmiségiek nagy része eltávolodott tőle és sokan száműzték magukat, amikor kötelező lett Bonaparténak felesküdni egyes funkciók betöltésére.
Miután visszaállították a szavazati jogot az 1850. május 31-e előtti formájára, 1851. december 21–22-én népszavazást tartottak a rendszerváltozásról. 7,5 millió szavazat volt mellette, 640 000 ellene és 1,5 millióan tartózkodtak. Abban a néhány városban, ahol nem volt az államcsíny után felkelés, többségben voltak az ellenszavazatok, viszont azokban, ahol volt, és megfélemlítették őket, nem ellenkeztek ellene szavazataikkal.
A népszavazás nyomán Bonaparte új alkotmányt fogadtatott el. Ez tíz évre hosszabbította meg az elnök mandátumát és két házra osztotta fel a parlamentet, Törvényhozó testületre és Szenátusra. A szenátorokat az elnök nevezte ki, és mandátumuk az életük végéig volt érvényes. A Szenátus szerepe a törvények ellenőrzése volt az alkotmánynak és bizonyos alapelveknek való megfelelésük szempontjából, és csak ő javasolhatott alkotmánymódosításokat. A Törvényhozó testületet általános szavazással választották meg, de nem javasolhatott és nem is módosíthatott törvényeket. Egyes képviselői mandátumra jelöltek hivatalosak voltak, azaz a kormány állította és támogatta őket, hogy garantált legyen egy engedelmes törvényhozás. Ugyanakkor a sajtószabadság korlátozott volt. Nem volt hivatalos cenzúra, de a rendszer figyelmeztetéseket adott ki, ha nem feleltek meg neki egyes cikkek, és ezek nyomán olykor betiltottak újságokat. Ezért a sajtó öncenzúrát kényszerült gyakorolni.
1852. február 29-én és március 14-én törvényhozási választásokat tartottak. A 261 megválasztott képviselő túlnyomó többsége hivatalos jelölt volt. Csupán nyolc ellenzékit választottak meg: öt legitimista királyságpártit és három köztársaságpártit. Egyébként az utóbbiak nem is vették át mandátumukat, mivel nem voltak hajlandók esküt tenni.
1852 októberében Bonaparte újból körutat tett vidéken és a császári rendszert propagálta mint a béke rendszerét. Újabb rendszerváltozás híre terjedt el, és ezt a hatalom november 7-én egy ún. senatus consultum-ban javasolta.
November 20-án újabb népszavazás volt, amelyen a javaslatot 7 824 000 szavazattal fogadták el 253 000 ellenében. Ennek nyomán 1852. december 2-án Bonapartét császárrá nyilvánították ki III. Napóleon néven, jelképesen az államcsíny első és I. Napóleon megkoronázásának 48. évfordulóján.

## Fordítás
- Ez a szócikk részben vagy egészben  a   Deuxième République (France) című francia Wikipédia-szócikk ezen változatának fordításán alapul.  Az eredeti cikk szerkesztőit annak laptörténete sorolja fel. Ez a jelzés csupán a megfogalmazás eredetét és a szerzői jogokat jelzi, nem szolgál a cikkben szereplő információk forrásmegjelöléseként.

## Kapcsolódó szocikkek
- 1848. februári forradalom
- III. Napóleon francia császár